# Kẻ hủy diệt: Vận mệnh đen tối
Kẻ hủy diệt: Vận mệnh đen tối (tên tiếng Anh: Terminator: Dark Fate) là phim điện ảnh hành động khoa học viễn tưởng của Mỹ năm 2019 do Tim Miller đạo diễn với phần kịch bản do David Goyer, Justin Rhodes và Billy Ray chấp bút từ phần cốt truyện chính của James Cameron, Charles Eglee, Josh Friedman, Goyer, and Rhodes. Đây là phần phim thứ sáu của thương hiệu phim Kẻ hủy diệt và đồng thời cũng là phần phim tiếp nối của Kẻ hủy diệt (1984) và Kẻ hủy diệt 2: Ngày phán xét (1991) và diễn ra ở một dòng thời gian khác với Kẻ hủy diệt 3: Kỷ nguyên người máy (2003) và Kẻ hủy diệt 4 (2009), sau khi trả lại quyền kiểm soát sáng tạo cho Cameron. Phim có sự tham gia diễn xuất của Linda Hamilton và Arnold Schwarzenegger lần lượt trong vai Sarah Connor và Kẻ hủy diệt T-800, là màn tái hợp của hai diễn viên này sau 23 năm. Tác phẩm cũng giới thiệu dàn diễn viên mới gồm Mackenzie Davis, Natalia Reyes, Gabriel Luna, và Diego Boneta.
Lấy bối cảnh 25 năm sau các sự kiện của Kẻ hủy diệt 2: Ngày phán xét, máy móc đã gửi Kẻ hủy diệt cấp tiến Rev-9 quay ngược dòng thời gian trở về năm 2020 để giết Dani Ramos, người có số phận kết nối với tương lai. Quân Kháng chiến cũng cử chiến binh Grace quay ngược thời gian để bảo vệ Dani cùng với Sarah Connor và Kẻ hủy diệt T-800 của Skynet. Quá trình quay phim chính diễn ra từ tháng 6 đến tháng 11 năm 2018 tại Hungary, Tây Ban Nha và Hoa Kỳ.
Kẻ hủy diệt: Vận mệnh đen tối được Paramount Pictures chịu trách nhiệm phân phối ở thị trường Bắc Mỹ, Tencent Pictures ở thị trường Trung Quốc và 20th Century Fox ở các quốc gia và vùng lãnh thổ khác. Giới chuyên môn coi bộ phim là một sự tiến bộ so với các phần phim trước, đồng thời dành nhiều lời khen ngợi cho dàn diễn viên cũng như các phân cảnh hành động, nhưng lại có nhiều ý kiến trái chiều hơn khi đề cập đến các diễn đạt cốt truyện. Với doanh thu 261 triệu USD so với kinh phí sản xuất 185–196 triệu USD, Kẻ hủy diệt: Vận mệnh đen tối ước tính lỗ tới 130 triệu USD. Kế hoạch cho các bộ phim trong tương lai cũng đã bị hủy bỏ.

## Nội dung
Năm 1998, ba năm sau khi ngăn chặn mối đe dọa từ Skynet, Sarah và John Connor đang ở bãi biển Livingston, Guatemala thì bị tấn công bởi Kẻ hủy diệt T-800. T-800 giết chết John rồi bỏ đi. Năm 2020, một Kẻ hủy diệt mới được gọi là Rev-9, được gửi đến Thành phố Mexico để giết chết Daniella "Dani" Ramos, người sẽ trở thành mối đe dọa cho bọn người máy trong tương lai. Grace, một người lính được nâng cấp sinh học, được gửi từ năm 2042 để bảo vệ cô. Rev-9, cải trang thành bố của Dani, đột nhập vào xưởng chế tạo ôtô nơi Dani và người em trai Diego làm việc, nhưng bị Grace ngăn cản kịp thời và trốn thoát cùng Dani và Diego. Rev-9 cho họ thấy khả năng tách ra làm hai của hắn, một phần thân là khung xương máy và phần thân còn lại là dạng hóa lỏng và đuổi theo họ, giết chết Diego và dồn Grace và Dani vào đường cùng. Tuy nhiên, Sarah đến và tạm thời vô hiệu hóa Kẻ hủy diệt bằng súng.
Dani, Grace và Sarah trốn trong một nhà nghỉ. Sarah tiết lộ rằng bà đã tìm thấy họ bởi vì trong những năm từ khi John qua đời, bà đã nhận được những tin nhắn được mã hóa chi tiết về địa điểm của Kẻ hủy diệt, mỗi tin nhắn đều kết thúc với dòng chữ "Vì John". Grace nói rằng cả Skynet và John đều không tồn tại trong thời đại của cô. Thay vào đó, loài người sẽ bị đe dọa bởi một đế chế tên Legion, ban đầu được phát triển cho chiến tranh mạng. Khi Legion trở thành mối đe dọa đối với con người, một nỗ lực đã được thực hiện để vô hiệu hóa nó bằng vũ khí hạt nhân, làm hàng triệu người thiệt mạng và Legion đã thống trị toàn cầu và săn lùng những người sống sót.
Grace, Sarah và Dani đi đến Laredo, Texas. Sau khi trốn tránh Rev-9 và chính quyền khi đi qua biên giới Mexico - Hoa Kỳ, họ đến một căn nhà, nơi họ phát hiện ra Kẻ hủy diệt T-800 đã từng hạ sát John. Do đã hoàn thành sứ mệnh và tổ chức Skynet không còn tồn tại, T-800 được tự do và không còn bị ràng buộc bởi nhiệm vụ được lập trình sẵn nữa. Tuy nhiên, trong thời gian đó, thông qua việc học hỏi từ loài người, nó trở nên tự nhận thức và phát triển lương tâm, bắt đầu lấy tên là "Carl", nhận nuôi một gia đình con người và bắt đầu kinh doanh. Carl đề nghị hợp sức cùng họ chống lại Rev-9, và chuẩn bị tiêu diệt hắn. Sarah đồng ý hợp tác vì lợi ích của Dani. Dự đoán sự xuất hiện của Rev-9, Carl nói với gia đình ông rằng họ nên rời đi. Họ hướng dẫn Dani cách sử dụng vũ khí và lên kế hoạch phục kích Rev-9.
Để tiêu diệt Rev-9, cả nhóm tìm kiếm một quả bom xung điện từ (EMP) từ một đối tác quân đội quen biết với Sarah. Rev-9 đuổi kịp họ, buộc họ phải đánh cắp một chiếc máy bay Lockheed C-5 Galaxy để trốn thoát, và quả bom EMP đã bị Rev-9 phá hỏng. Trên chuyến bay, Grace tiết lộ rằng Dani sẽ trở thành chỉ huy quân kháng chiến, đồng thời là người giải cứu cô. Rev-9 lên máy bay của họ bằng một chiếc KC-10 Extender và bị Carl ngăn cản, buộc Grace, Sarah và Dani nhảy từ máy bay xuống một con sông gần nhà máy thủy điện. Cả nhóm quyết định không chạy trốn nữa mà sẽ ở lại tiêu diệt Rev-9.
Trong cuộc giao chiến ở nhà máy, Carl và Grace đẩy Rev-9 vào một tua-bin quay, gây ra vụ nổ làm thiệt hại nghiêm trọng cho cả hai Kẻ hủy diệt và khiến Grace bị thương nặng. Phần thân khung xương máy của Rev-9 đánh gục Sarah, buộc Dani phải đối đầu với hắn. Grace trong cơn hấp hối yêu cầu Dani sử dụng nguồn năng lượng của mình để tiêu diệt Rev-9. Dani cố gắng chiến đấu với Rev-9 nhưng nhanh chóng bị áp đảo. Carl tỉnh dậy và giúp Dani đâm Rev-9 bằng nguồn năng lượng của Grace. Carl ném Rev-9 và chính mình xuống một gờ đá và nói với Sarah rằng "Vì John" ngay trước khi nguồn năng lượng phát nổ, phá hủy cả hai Kẻ hủy diệt.
Một thời gian sau, Dani và Sarah đến gặp Grace lúc mười tuổi tại một sân chơi cùng gia đình, và nói với Sarah rằng sẽ không còn ai chết vì cô nữa. Sarah sau đó nói với Dani rằng cô cần phải sẵn sàng, và cả hai lái xe đi và đối mặt với cơn bão đang đến, đó là Đế chế Legion.

#### Những cảnh bị cắt khỏi bộ phim
1. Sau khi bị Grace lấy mất xe và bỏ đi, Sarah lên mặt đường và thấy người đàn ông đã trông thấy Rev-9 hợp thể lại thành một đang đứng đó dùng điện thoại chụp ảnh lại vụ xe tông. Bà tiến đến chỗ người đànông và lấy chiếc xe có biển số "HG5 HB6 Mex Mex" và lái đi trước sự ngỡ ngàng của ông ta cùng với cảnh tan hoang sau cuộc giao chiến trên đường cao tốc.
2. Khi Grace hôn mê, cô có một viễn cảnh tại năm 2042. Lúc này Grace đã đến gặp Dani, người đã trở thành lãnh đạo của loài người chống lại Đế chế Legion. Sau cuộc nói chuyện, Grace đã quỳ xuống xin giúp đỡ Dani trong quá khứ trước cuộc săn lùng của Rev-9.
3. Tiếp cảnh sau khi Grace bị thương bởi Rev-7 tại năm 2042, cô tỉnh lại thấy mình được băng bó khắp người. Đoạn này cô chỉ hỏi về việc Dani đã thoát hiểm chưa và việc cô đã có cơ thể máy móc sau khi nhìn thấy các bác sĩ đang chăm sóc cho Dani ở một khu vực gần đó.
4. Một cảnh thay đổi cho việc Rev-9 đột nhập vào Cục An ninh mạng Mexico giết nhân viên an ninh và hack máy chủ. Sự thay đổi đó là Rev-9 ngồi uống cà phê ở một quán nhỏ bên đường, tại đây hắn ngồi im và xâm nhập mạng lưới camera khắp Mexico và tìm ra Dani và Sarah lên tàu vượt biên từ một camera gần đó ghi lại. Sau khi xác định xong mục tiêu hắn đứng dậy bỏ đi, trong khi người phụ nữ yêu cầu hắn thanh toán cốc cà phê hắn gọi ra mà không uống.
5. Trong trường đoạn vượt biên giới từ Mexico qua Mỹ. Nhóm của Dani khi đi trong rừng đã chạm trán đội đặc nhiệm đuổi theo họ với sự chỉ đạo từ Rev-9 qua bộ đàm, trong đoạn này người xem sẽ thấy siêu chiến binh Grace chiến đấu bằng kỹ năng tốc độ / bắn chính xác / nhảy cao / nhìn xuyên đêm mà không dùng kính hồng ngoại như đội đặc nhiệm đuổi theo họ. Trong cuộc chạm trán này, chú của Dani đã bị trúng đạn của đội đặc nhiệm và chết.
6. Khi ở nhà T-800/Carl, lúc cả nhóm giúp Dani luyện tập chống lại Rev-9. Sarah đã gặp và nói chuyện với vợ của T-800/Carl. Bà ta lo sợ việc T-800/Carl sẽ đi và không trở về vì ông ta rất quan trọng với bà ta, đoạn này có cho biết Alicia biết T-800/Carl không phải là con người từ lâu rồi.

## Diễn viên
- Linda Hamilton vai Sarah Connor: Sau Ngày Phán Xét, những tưởng Sarah sẽ được an nhàn cùng với John Connor. Nhưng không, một kẻ hủy diệt mang hình dáng người bạn cũ T-800/Pop của John đã đến và nổ súng giết cậu bé. Sarah trở thành thợ săn Kẻ Hủy Diệt từ những tin nhắn bí ẩn từ những tọa độ xuất hiện Kẻ Hủy Diệt đến từ tương lai, với quyết tâm tiêu diệt kẻ đã giết con trai mình. Liệu bà ta có thành công khi đối mặt với kẻ giết con của mình.
- Mackenzie Davis vai Grace: Một chiến binh của năm 2042, cô là một chiến sĩ chống quân đoàn Legion rất giỏi. Trong một cuộc tập kích của Rev-7 khi bảo vệ người lãnh đạo, Grace bị thương nặng và được cấy ghép mẫu mô cơ tăng cường sức mạnh như Kẻ Hủy Diệt. Tuy nhiên việc cô tự ý đưa mình về quá khứ bảo vệ cho Dani khiến cho mọi việc đều trở nên khó hiểu và rối rắm khi ở tương lai năm 2042 liệu đã xảy ra truyện gì.
- Gabriel Luna vai Rev-9: Một Kẻ Hủy Diệt không phải được tạo ra từ Skynet như những lần trước nữa, Rev-9 là quái vật mang nửa dạng hóa lỏng và nửa dạng khung xương máy do quân đoàn Legion tạo ra. Với mục đích đưa về quá khứ để tiêu diệt Dani, Rev-9 không thể bị đánh bại bởi hai bản thể trên tự kiểm soát hành động và phân bổ mạnh yếu khi chiến đấu cùng nhau. Có lẽ trong năm 2042, trí thông minh nhân tạo đã vượt xa khỏi tầm tay con người và tạo ra Legion như bây giờ.
- Arnold Schwarzenegger vai T-800 "Model 101" / Carl: Tên người máy cuối cùng của kỷ nguyên Skynet, sau khi giết được John Connor. Tương lai bị thay đổi, Carl tự hình thành lương tâm và sống như một con người. Khi gặp lại Sarah, ông tự đưa ra mệnh lệnh mới là bảo vệ bà ta và bảo vệ cả Dani. Giờ gã người máy già phải hoàn thành nhiệm vụ cuối cùng, tiêu diệt Rev-9 khi một tương lai không có Skynet và không còn T-800 nữa.
- Natalia Reyes vai Daniella "Dani" Ramos: Được Grace bảo vệ trước Kẻ Hủy Diệt Rev-9. Dani không hiểu tại sao và vì cái gì mà Grace lại liều mạng đến vậy. Khi bức màn năm 2042 được hé lộ, Dani chính là lãnh đạo quân đội chống Legion thay cho John Connor chống Skynet khi cô đã trưởng thành. Dani lúc này mới hiểu rằng muốn gặp lại bạn của mình là phải tự đứng lên và chờ thời điểm đó tới, vốn là định mệnh của cô với Grace.
- Diego Boneta vai Miguel Ramos: Em trai của Dani, ngay trong cuộc tấn công đầu tiên. Miguel đã giúp Dani trôn chạy cùng với Grace, kết cục nguòi em bị Rev-9 hóa lỏng dùng xe tông chết khi đang bị kẹt lại trên xe.
- Enrique Arce vai Bố Dani: Xuất hiện trong cảnh mở đầu phim khi chào tạm biệt con gái đến công ty làm, bố của Dani đã gặp Rev-9 khi hắn gõ cửa hỏi thăm. Rev-9 đã giết ông và giả dạng đến công ty gặp Dani bằng cách trà trộn. Theo lời Grace thì Rev-9 phải tiếp xúc với vật chủ khi đã chết thì mới giả dạng được người đó.
- Jude Collie vai John Connor: Được ghép mặt CGI của Edward Furlong trong thập niên 1990 nhằm tri ân vai diễn chú bé được T-800 bảo vệ. Đây là màn kĩ xảo đắt giá nhất phim khi có cả T-800 trẻ, Sarah hồi trẻ và John Connor xuất hiện trong vài phút ngắn ngủi nói về bi kịch mở màn của phim Terminator: Dark Fate.

## Sản xuất
Vào ngày 5 tháng 9 năm 2014, Paramount Pictures và Skydance Productions công bố rằng Terminator Genisys là bộ phim đầu tiên trong bộ ba Kẻ Hủy Diệt mới, với hai phần tiếp theo dự kiến sẽ được công chiếu vào ngày 19 tháng 5 năm 2017 và ngày 29 tháng 6 năm 2018. Ngày 24 tháng 2 năm 2015, Arnold Schwarzenegger xác nhận rằng anh sẽ trở lại cho phần tiếp theo đầu tiên. Tuy nhiên nam diễn viên Arnold Schwarzenegger có ký hợp đồng đóng hai phần kế tiếp hay không  thì cho đến nay hãng làm phim vẫn chưa xác nhận với báo giới. Nhiều tín đồ lo ngại vì sau Terminator Genisys, nam diễn viên đã từng bộc bạch là mình đã quá già để có thể đóng các vai hành động và có thể đây là phim Kẻ Hủy Diệt cuối cùng mà ông tham gia. Tuy nhiên theo mọi người suy đoán, nếu không có Arnold Schwarzenegger thì họ sẽ chẳng bao giờ đi xem bộ phim này.
Vào ngày 22/4/2015, Emilia Clarke nữ diễn viên chính trong Terminator: Genisys, đã tiết lộ cô sẽ không trở lại với series hành động đình đám này. Trả lời cho câu hỏi cô có ký hợp đồng để trở lại cho phần tiếp theo hay không, Emilia Clarke cho biết: "Tôi có thể nói là không. Nhưng mọi việc vẫn ổn vì tôi còn có một số vai diễn khác trong thời gian sắp tới". Thông tin này xuất phát từ trang Coming Soon. Hồi tháng 9/2014, hãng phim từng công bố rằng họ đang rục rịch chuẩn bị cho hai phần tiếp theo của Terminator: Genisys, chín tháng trước khi bộ phim ra mắt tại các rạp. Paramount ấn định ngày phát hành cho Terminator Genisys 2 là 19/5/2017, và Terminator Genisys 3 là 29/6/2018 và thậm chí họ còn phát triển một bộ phim truyền hình mới. Tuy nhiên, chỉ vài tuần sau khi Terminator: Genisys ra rạp, một báo cáo mới tuyên bố cả hai phần tiếp theo và phim truyền hình sẽ bị dừng lại. Sau khi bộ phim thắng lớn ở Trung Quốc, hãng Skydance Productions - nhà đồng sản xuất Terminator: Genisys với Paramount, lại thông báo rằng các phần tiếp theo của Terminator vẫn sẽ được thực hiện, nhưng chúng phải điều chỉnh lại chút ít.
Đầu tháng 1/2016, Paramount đã gỡ lịch ra mắt phần 2 vào ngày 19/5/2017 của mình và thay vào đó là bản làm lại Baywatch. Có điều kỳ lạ là dù không phát hành ngày ra rạp mới cho phần 2, nhưng Paramount đã không thay đổi ngày ra rạp 29/6/2018 cho phần 3. Với thông tin này, có vẻ như những phần Terminator tiếp theo vẫn sẽ được thực hiện. Thông tin Emilia Clarke sẽ không trở lại trong vai Sarah Connor khiến fan cho rằng có thể hãng phim sẽ viết lại vai trò mang tính biểu tượng này, hoặc phần tiếp theo sẽ không tập trung vào cô ấy mà có thể tập trung sang một nhân vật khác có sự ảnh hưởng đến tương lai cao hơn.
Vào ngày 2/5/2016, Arnold Schwarzenegger đã tiết lộ rằng mình rất mong chờ tới vai diễn của mình trong phần thứ sáu của bộ phim trong một bài phỏng vấn. Và câu khẳng định này dường như đã cho thấy được rằng Terminator phần thứ sáu chắc chắn sẽ được sản xuất, bất chấp việc nó có bị giới phê bình phim "ném đá" đến như thế nào đi chăng nữa. Tuy nhiên cho đến hiện tại thông tin về bộ phim vẫn chưa được Paramount Pictures lên lịch và công bố với báo giới.
Ngày 20/1/2017, người chủ sở hữu thương hiệu Terminator là James Cameron đã xác nhận việc dành lại quyền phát triển thương hiệu điện ảnh phim từ tay Paramount Pictures sau nhiều công bố dự án phim ba phần phim Terminator Genisys bị hủy bỏ. Theo New York Daily News thì James Cameron đã có hướng tái khởi động một phim Terminator mới không liên quan đến nội dung cũ.
Ngày 21/5/2017, tại Liên hoan phim Cannes 2017 để quảng bá cho bộ phim tài liệu Wonders of the Sea 3D, theo tạp chí Empire thì Arnold Schwarzenegger đã thông báo ông sẽ tiếp tục sắm vai người máy T-800 quen thuộc của loạt phim bom tấn Terminator lần cuối cùng. Thông tin cho biết thì kịch bản sẽ được James Cameron đảm nhận mặc dù đã khá kín tiếng trước báo giới trong suốt 3 tháng vừa qua, tuy nhiên Arnold Schwarzeneggercho biết thì đây sẽ là bộ phim cuối cùng khép lại thương hiệu Terminator của James Cameron đã từng bị chỉ trích rất nhiều về chất lượng đi xuống khi bán lại cho các hãng phim khác. Và hơn nữa nam tài tử đã sắp bước sang tuổi 70 nên việc khép lại bộ phim theo hướng đi của phim Logan là điều nên làm tránh hủy hoại thương hiệu.
Ngày 10/8/2017, theo trang The Playlist tiết lộ Arnold Schwarzenegger sẽ bắt đầu quá trình ghi hình Terminator 6 từ tháng 3/2018. Đây sẽ là tập tiếp theo của loạt phim Kẻ hủy diệt, do Tim Miller làm đạo diễn và James Cameron - David Ellision sắm vai trò nhà sản xuất. Trong cuộc phỏng vấn mới đây với JoBlo, ông úp mở rằng Terminator 6 có thể hé lộ về nguồn gốc của người máy T-800: nó mang hình hài như Arnie từ đâu, nhân vật gốc đó là ai, có quan hệ thế nào với trí tuệ nhân tạo Skynet…
Trên thực tế, chi tiết này từng suýt được giải thích ở Terminator 3: Rise of the Machines (2003) của đạo diễn Jonathan Mostow. Song, ở bản phim cuối cùng, trường đoạn đã bị cắt bỏ. Cuối tháng 8/2017 tới đây, Terminator 2: Judgment Day (1991) chuẩn bị ra mắt phiên bản 3D do chính James Cameron phục dựng.
Ngày 19/9/2017, theo trang Outnow. James Cameron đưa ra thông tin rằng ông sẽ tiếp tục làm việc với Linda Hamilton - người vợ cũ từng sắm vai Sarah Connor trong hai tập đầu tiên. Ông nói: "Cô ấy là một biểu tượng hành động trong thập niên 1980-90. Sự trở lại của cô ấy sẽ mang một ý nghĩa rất lớn. Có nhiều tài tử 50, 60 tuổi vẫn đang tham gia phim hành động, nhưng minh tinh thì rất hiếm", Cameron phát biểu.
Đối với các gương mặt mới, Cameron tiết lộ: "Chúng tôi đang tìm kiếm một cô gái 18 tuổi làm nhân vật trung tâm cho câu chuyện mới. Chúng tôi vẫn còn thời gian để xây dựng một câu chuyện vừa có nhân vật ở tương lai, vừa có nhân vật ở hiện tại. Dàn nhân vật hầu hết là gương mặt mới, nhưng Arnold và Linda vẫn giữ nhiệm vụ dẫn dắt chính".
Ngày 19/2/2019, James Cameron đã công bố tựa phim chính thức cho dự án Terminator (Kẻ Huỷ Diệt) sắp tới, hứa hẹn một điềm báo không lành đến nhân vật Sarah Connor của Linda Hamilton. Ông tiết lộ với Yahoo! Entertainment rằng: "Chúng tôi gọi bộ phim là Terminator: Dark Fate. Đó là tựa phim hiện tại."
Nhường lại chiếc ghế đạo diễn cho Tim Miller, Cameron nói đùa về vị trí giám đốc sản xuất của ông, cũng như đề cao sự trở lại của dàn diễn viên cũ: "Cứ như thể tôi là Pips, còn anh ấy là Gladys [Knight]. Tôi từng nói rằng tôi sẽ không tham gia nếu Arnold [Schwarzenegger] không trở lại. Những người hâm mộ đều muốn thấy Hamilton lần nữa và họ muốn chứng kiến Sarah Connor thật sự và ở thời điểm nào, cô ấy đối mặt với những hiểm hoạ đến từ tương lai ra sao."
Cameron còn tiết lộ thêm về bộ phim: "Những sự kiện sẽ trở nên khó khăn hơn bao giờ hết, theo một cách giúp cô ấy trở nên mạnh mẽ hơn. Có lẽ sẽ không giống trước nhưng mạnh hơn nhiều. Và cuối cùng, cô ấy trở thành một nhân vật quan trọng trong việc trải thảm cho những nhân vật mới. Đây là một bộ phim tập trung vào nữ giới mà tôi rất vui khi Tim đã nắm bắt được ý tưởng này."

### Những bí mật phía sau hậu trường bộ phim
- Terminator: Dark Fate được coi là phần tiếp theo mạch truyện gốc của Terminator 2: Judgment Day sau khi James Cameron có lại trong tay quyền thương hiệu, ba phần trước đó được xác nhận chính thức là không có liên quan gì hết mặc dù được coi là biểu tượng văn hóa đại chúng.
- Arnold Schwarzenegger lần đầu tiên được tham gia vào nửa bộ phim với tư cách người máy T-800 "Model 101". Trước đó phần Genisys ông còn được đóng đầy đủ nguyên cả một vai từ đầu chí cuối phim. Trừ phần Salvation là dùng CGI ghép mặt ông vào diễn viên khác. Theo nam diễn viên 72 tuổi cho biết, những phần sau ông sẽ không thủ vai T-800 nữa do tuổi tác đã cao nên Terminator: Dark Fate là lời chia tay của ông đến fan hâm mộ hơn 35 năm.
- Khác với tất cả các phần Terminator chỉ đề cập đến nam đóng. Terminator: Dark Fate lần này lại có đến 3 nữ nhân vật để tôn vinh nữ quyền.
- Trong cảnh mở đầu phim Terminator: Dark Fate, người xem sẽ thấy cả ba nhân vật như T-800, Sarah và John Connor hóa trẻ sống động. Thực chất toàn bộ cảnh quay này đều do ba diễn viên nam đóng chung với nhau bằng kĩ thuật ghép mặt và ghép thân từ những tư liệu diễn viên cũ năm 1991 qua kĩ thuật lấy chuyển động nhân vật qua tấm màn xanh từ phim Avatar năm 2009. Vì vậy có thể hiểu cảnh quay ngắn này là một dạng phim hoạt họa 3D.
- Trong cảnh quay chiếc xe tải chở cát lao đi trên đường tông hất văng từng chiếc xe một bằng thanh ủi đất thực ra là bằng CGI. Tính đúng ra ngoài đời thật thì tấm ủi đất chỉ hất xe bật về phía trước, vì thế một tấm ván bẩy được đặt lên để tạo cảnh quay ảo này.
- Mẫu người máy Rev-9 được quảng bá nhiều nhất trên các trang tạp chí về phim, hơn nữa nó còn là mẫu đồ chơi mô hình cao cấp độc quyền dành cho thị trường Nhật Bản trước khi bộ phim được phát hành trên toàn thế giới sau công chiếu.
- Tất cả các cảnh quay của tương lai được thực hiện bởi công ty kỹ xảo Blur nhằm quảng cáo cho sức mạnh đồ họa của card AMD Ryzen™ Threadripper. Trước đó các hãng làm phim Terminator khác không có tiền lệ quảng cáo cho sản phẩm nào liên quan đến sức mạnh công nghệ vfx khi làm phim.
- Trường đoạn chiếc máy bay tàng hình đâm xuống phát nổ hất văng diễn viên Natalia Reyes về phía trước là dựng bằng CGI về vụ nổ. Nếu tính đúng theo tác động vật lý thì vụ nổ đó nếu làm thủ công sẽ khiến cho diễn viên thiệt mạng, hoặc bị thương nặng như hồi làm phim Terminator Salvation. Rút kinh nghiệm từ phim đi trước nên cảnh này ngoài vụ nổ thì diễn viên ngã xuống nền cát CGI cũng được làm giả để trông như tác động vụ nổ thật.

## Video game

### Terminator: Dark Fate  – The Game
Mặc dù chỉ là bản Beta của hãng Firefly Games, Terminator: Dark Fate được phát triển như một dạng game chiến lược MMO trên Mobile Android và iOS có khuôn mẫu chơi y hệt Terminator Genisys: Future War cho phép người chơi chỉ huy quân phản chiến chống quân đoàn Legion. Hãng Firefly Games cho biết là trò chơi sẽ thử nghiệm trong khoản một đến hai tháng để ăn theo phim, mặc dù cho đến hiện tại con số người tải về khá thấp vì trước đó Terminator Genisys: Future War đã thành công với thể loại này trong vòng 3 năm liên tiếp nên Terminator: Dark Fate ăn theo với khả năng thành công khá thấp là điều có thể đoán trước được.

### Terminator: Resistance
Terminator: Resistance, một game chơi đơn FPS đặt trong vũ trụ của series phim "Kẻ Hủy Diệt" do James Cameron làm đạo diễn, được ra mắt trên các nền tảng Xbox One, PlayStation 4 và PC vào tháng 11. Giống như Terminator: Dark Fate, Terminator: Resistance sẽ được phát triển dựa trên 2 bộ phim đầu tiên trong series phim nhượng quyền này.
Trò chơi được phát triển bởi hai hãng là Teyon và Reef Entertainment (hãng phát triển ra trò chơi tai tiếng Rambo: The Video Game) nên trước khi trò chơi ra mắt, hãng đã phải tổ chức các buổi giới thiệu cách chơi lẫn hình ảnh trong game để củng cố niềm tin của người hâm mộ trước một tháng.

#### Nội dung trò chơi
Vào năm 2029, khi cuộc chiến chống Skynet sắp bước vào giai đoạn kết thúc. Lúc đó một thành viên của đội kháng chiến Jacob Rivers đã may mắn thoát chết trong một cuộc tập kích từ những Kẻ Hủy Diệt T-800 vào địa bàn Pasadena, thông qua một cuộc gọi bộ đàm báo trước sự giúp đỡ từ một " nhân vật bí ẩn " quan sát anh từ xa. Jacob khi đấy chỉ còn một mình nên trên đường chạy thoát thân anh đã giúp hai chị em là Jennifer và Patrick thoát khỏi vòng vây cho đến khi tìm được những người sống sót và rời khỏi nơi thảm sát chết chóc đó.
Trong quá trình sơ tán, Jacob đã gặp một thành viên lãnh đạo kháng chiến Tech-Com là Baron. Anh đã gia nhập và giúp họ chặn đứng các cuộc tấn công của Skynet lên vùng Pasadena. Sau những chiến thắng vinh quang trước Kẻ Hủy Diệt, Jacob được thăng cấp và tiến cử với lãnh đạo Tech-Com là John Connor vào lữ đoàn 124. Thời gian này anh đã gặp một khoa học gia tên Mack, trong một nhiệm vụ truy tìm phân xưởng thiết kế não cho T-800. Jacob đã xâm nhập và lấy được sơ đồ cho phép có thể lập trình lại lũ Kẻ Hủy Diệt nhằm phục vụ cho kháng chiến. Khi đấy " nhân vật bí ẩn " cứu Jacob đã liên hệ lại với anh và cảnh báo về việc Skynet đã phát triển vũ khí du hành thời gian.
Jacob lúc này vì muốn nhanh chóng tìm Skynet và kết thúc chiến tranh nên đã truy tìm gắt gao các đầu mối về nguồn chính, tuy nhiên điều này đã khiến cho anh phạm sai lầm khi tấn công vào một địa điểm giả tại đài thiên văn Griffith Observatory. Jacob may mắn trở thành người sống sót duy nhất khi lại được " nhân vật bí ẩn " cứu lần nữa bằng cách hy sinh để bảo vệ anh ta đi kèm cùng lời cảnh báo từ giai đoạn này chỉ có Jacob mới có thể tự cứu chính mình. Trong thời gian Jacob chạy về sở chỉ huy Tech-Com của John Connor để báo cáo, thì toàn bộ đơn vị do Baron lãnh đạo cuối cùng cũng bị Skynet đem quân đi tiêu diệt hoàn toàn.
Khi Jacob đến nơi gặp John Connor, John cho biết đã gặp anh trước đó và " nhân vật bí ẩn " đã cứu anh xuốt những chặng đường cho đến khi khám phá ra được đầu não thật sự của Skynet nằm ở đâu chính là " anh " đến từ tương lai sau khi cuộc chiến chống Skynet kết thúc. Giờ Jacob sẽ là người tham gia vào binh đoàn 124 chuẩn bị cho cuộc chiến cuối cùng vào đầu não Skynet, nếu anh còn sống thì anh sẽ nhận được nhiệm vụ mới từ John.
Jacob lúc này nghe theo John và tham chiến trong cuộc chiến đánh vào cổng trung tâm đầu não Skynet, trước khi bị thua trận hoàn toàn thì binh đoàn do John Connor đã thành công trong việc xâm nhập và tiêu diệt đầu não Skynet từ bên trong và chấm dứt cuộc chiến giữa người và máy móc xuốt nhiều năm. Sau cuộc chiến Jacob đã gặp John Connor và nghe được 3 điều trước khi quyết định số phận của anh. Điều thứ nhất là John vừa phái đi Trung sĩ Kyler Resse về quá khứ cứu mẹ của mình là Sarah Connor vì Skynet đã phái đi một T-800 đi giết mẹ của anh ta. Thứ hai là anh vừa gửi đi một T-800 Mẫu 101 đi cứu mình khi còn nhỏ trước một T-1000 được Skynet phái đi từ một nơi khác ngay khi vừa phái T-800 đi nhằm đề phòng không thay đổi được kết quả. Và điều cuối cùng là số mệnh của Jacob khi Skynet đưa một kẻ hủy diệt đến đúng thời điểm Jacob sẽ bị giết nhằm ngăn chặn anh sống và tìm ra vị trí của nó sau khi đã trở thành tướng dưới trướng John Connor.
[ Trò chơi có hai đoạn kết tốt và xấu, tùy vào việc người chơi sẽ cứu được bao nhiêu người trong quá trình chơi sẽ quyết định số phận ở cuối trò ]

#### Chế độ chơi
Tiên phong đầu tiên của thể loại bắn súng khám phá thế giới sau hậu tận thế này là trò Fallout 3 năm 2008, một số các trò theo sau đó cũng dựa theo phong cách chơi của Fallout 3 mà làm nền. Vì vậy Terminator Resistance có phong cách chơi khá chậm rãi ngay từ lúc bắt đầu để theo kịp nội dung của bộ phim hai phần đầu trong việc chiến đấu với Skynet và nhũng robot Kẻ Hủy Diệt.
Đầu tiên trò chơi sẽ bắt người chơi tìm hiểu về quy định di chuyển trên địa hình, sau đó là những đòn tấn công nhẹ nhàng lên những robot tí hon có sức sát thương yếu. Mặc dù được bổ sung thêm các tính năng phá khóa và chế đồ, Terminator Resistance cũng cho phép người chơi nâng cấp để cải thiện những kĩ năng trên được nhanh và chính xác hơn. Tuy nhiên về lâu dài sau khi nâng cấp hết những tính năng, trò chơi sẽ bắt đầu mang tính lặp lại đó là đi cày xuyên địa hình đám robot trong những nhiệm vụ chính và phụ để kiếm thành tích cho đoạn kết của trò chơi.
Do có tính lặp lại việc bắn nhau và chiến đấu một cách nhàm chán, Teyon và Reef Entertainment phải tạo ra độ khó để bù đắp những thiếu sót đó là tạo sự cân bằng giữa chiến đấu hạng nhẹ và hạng nặng. Cụ thể thời gian đầu trò chơi ngoài việc bắn mấy con robot Spider hay Drone khá yếu bằng súng lục,tiểu liên và shotgun, trò chơi cũng không quên việc gây dựng hình ảnh cho những robot T-800 chỉ có vũ khí năng lượng bắn lazer mới hạ gục được chúng khi những màn sau cần đòi hỏi phải chiến đấu với những kẻ thù nguy hiểm hơn. Vì vậy người chơi phải vận động não bộ mà chờ đợi những món vũ khí hạng nặng như rocket và súng năng lượng mới có thể hạ được những con khủng hơn như Tank, Hunter Killer v.v... trong các cuộc chiến lớn.
Do là một trò chơi kinh phí thấp, hãng Teyon và Reef Entertainment gần như không thể tạo ra một trí thông minh hoàn hảo cho những cỗ máy trong Terminator Resistance nên người chơi phải chấp nhận việc chơi theo kiểu lũ robot có tính dập khuôn, nghĩa là trong một số trường hợp cần chiến thuật thì bọn chúng lại quay lưng bỏ đi sau khi người chơi rơi vào điểm mù. Điểm đáng tiếc thứ hai của game đó là do giấy phép bản quyền nhân vật khá keo kiệt nên người chơi không có cơ hội được gặp T-1000, T-001 v.v... mặc dù chúng được đề cập đến trong cả hai phần phim. Mặc dù vậy phần nhạc nền lại được chăm chút để mang tính hoài cổ lẫn nhiều Egg Easter nằm rải rác khắp đường đi cho thấy hãng làm game rất tôn trong ý kiến của fan hâm mộ về một trò chơi Terminator đậm chất đúng nghĩa. Thứ ba, về đồ họa trò chơi cũng làm rất đẹp ở khoản tạo hình các robot và nhân vật NPC " trước đó trong trò chơi ăn theo phim Rambo đầu tiên thì ngoài hình ảnh ra thì cách chơi thất vọng một cách ghê gớm " tất nhiên là chúng cũng không quá bóng bẩy như thật so với các game bắn súng kinh phí lớn nhưng nếu có phần tiếp theo vấn đề này sẽ được cải thiện.

#### Đón nhận
Terminator Resistance nhận được khá nhiều ý kiến trái chiều. Nhất là giới phê bình hầu hết đều không đánh giá cao trò chơi. Wesley Yin-Poole của Eurogamer gọi nó là "Chung chung và nhàm chán". Tuy nhiên, xếp hạng của người dùng trên các trang như Steam hay Metacritic là rất tích cực do đây là lần đầu tiên trò chơi Terminator mới bắt đầu manh nha sang thể loại FPS, với lại trước đó đã có rất nhiều người mong có thể loại này sau sự thống trị của các dòng game như Call Of Duty, Fallout, Doom, Battlefriend v.v... vì thế dòng Terminator phải có một tựa game như vậy.

#### Tương lai
Theo phỏng vấn hãng Teyon và Reef Entertainment sau khi Terminator Resistance được ra mắt thì doanh số bán game rất khả thi khi có nhiều game thủ khen ngợi vì sự mạo hiểm của hãng, hơn nữa họ đã thoát khỏi cái bóng của game Rambo và tạo ra một trò thực sự đáng chơi ở thời điểm này. Vì vậy hãng cũng bật mí luôn đó là trò chơi Terminator sẽ có phần kế tiếp nhưng sẽ tiếp tục ở hai bộ phim gốc hay không vẫn còn phải tùy vào bản quyền có được từ việc khai thác thương hiệu. Hãng cũng nói luôn là nếu Terminator Resistance là một game độc lập tách biệt thì họ có thể tự tạo ra thêm nhiều mẫu Kẻ Hủy Diệt nữa như Terminator 3: The Redemption như năm 2004, tuy nhiên vấn đề hiện tại bây giờ là phát triển phần kế tiếp như thế nào sau phần đầu tiên mà không phụ sự kì vọng của game thủ thì đó lại là một việc khác. Vấn đề tiền bạc cho những tựa game kinh phí thấp mà lại còn chất lượng không phải là điểm mạnh của Teyon và Reef Entertainment nhất là ngành công nghiệp game không khác một ván bài mạo hiểm khi làm sai có thể dẫn tới việc đóng của cả studio trong tình hình hiện tại.

### Các video game khác

#### Mortal Kombat 11
Xuất hiện với gương mặt già cỗi như trong tựa phim Terminator Dark Fate sắp ra mắt, điều đó khiến T-800 trở nên yếu thế trước những nhân vật khác. Nhưng vẻ bề ngoài đã đánh lừa bạn và đối thủ của ông ta, với kho vũ khí được trang bị tận răng, kinh nghiệm chiến đấu phong phú cùng bộ khung xương siêu chắc T-800 không ngán bất cứ một đối thủ nào trong Mortal Kombat 11. ông bắn rất chính xác, sử dụng lựu đạn làm mồi nhử, cũng như sử dụng các đòn thế bẩn để có thể hạ được kể thù đó là chưa kể ông còn có thể dịch chuyển tức thời. Điều khiến các Fan vô cùng phấ khích khi xem đoạn trailer về T-800 là ngay cả khi dính trọn chiêu phun lửa của scorpion thứ duy nhất bị tổn hại là lớp da bên ngoài (và một đống máu) và ông sẽ xuất hiện với dạng nguyên bản chỉ có khung xương, đây là chi tiết gắng liền với những lần xuất hiện trên phim của T-800. Còn một chi tiết khác mà nhân vật này được xây dựng khá giống phim là cách mà ông cố gắng thể hiện mình giống người từ việc nở nụ cười gượng gạo cho tới việc nhại lại câu nói nổi tiếng của Scopion là "Get over here". Điều này chứng tỏ đội ngũ thực hiện Mortal Kombat đã tìm hiểu rất kỹ nhân vật này trước khi chính thức đưa vào game, cũng không ngoại trừ trong đội ngũ này có fan bự của ông.

#### Gear Of Wars 5
Sau khi Gear 5 ra mắt tại E3 năm 2019, lúc này theo giới thiệu gói DLC đầu tiên của trò chơi đã được công bố đó là bộ skin lấy cảm hứng từ phim Terminator Dark Fate. Tuy nhiên theo công bố từ nhà sản xuất, thì bộ skin này chỉ góp mặt trong chế độ chơi mạng bắn nhau. Cụ thể người chơi sẽ được cung cấp 4 nhân vật bao gồm Sarah Connor, Khung xương máy T-800, Khung xương máy Rev-9 và quý cô Grace. Trước đó có nhiều tin đồn là những bộ skin này sẽ có mặt cả trong phần chơi đơn, tuy nhiên sau khi trò chơi được phát hành chính thức thì thông tin trên đã bị bác bỏ.

#### Tom Clancy's Ghost Recon Breakpoint
Là một hậu bản mới của series game bắn súng nổi tiếng Tom Clancy’s Ghost Recon, lần này là với tựa phần tiếp theo có tên Ghost Recon Breakpoint.Từ năm 2001 tới nay, series Ghost Recon luôn nhận được sự hoan nghênh của những người chơi yêu thích thế giới Tom Clancy, nó cũng trở thành một trong những series bán chạy nhất trên PC và hệ máy console thời đó. Ghost Recon Breakpoint sẽ tiếp nối con đường của Ghost, những người lính đặc chủng Hoa Kỳ chiến đấu để sinh tồn ở nơi hậu phương của kẻ địch.
Vốn là một tựa game bắn súng đề tài quân sự được thiết lập tại một thế giới mở tràn ngập kẻ thù, hỗ trợ game thủ chơi đơn hoặc 4 người cùng chơi. Bối cảnh mới là quần đảo Auroa, một khu phức hợp tư nhân thuộc sở hữu của Jace Skell, CEO của Skell Technology, công ty công nghệ chuyên chế tạo máy bay không người lái và trí tuệ nhân tạo. mà hiện đảo Auroa đang ở trong tay kẻ thù, tất cả mọi tín hiệu liên lạc đều đã bị cắt đứt, người chơi buộc phải đánh bại kẻ thù để giành lại quyền kiểm soát hòn đảo.
Được ra mắt vào 4/10/2019, Ghost Recon Breakpoint đã dành thời gian phát triển DLC về thương hiệu Terminator vào tháng 2/2020. Cụ thể gói DLC này được chia ra làm 2 sự kiện. Sự kiện 1 là từ ngày 29/1/2020 khi một T-800 được phái đến để giết một người phụ nữ đến từ tương lai. Tại đây người chơi sẽ chiến đấu và bỏ chạy trước gã người máy T-800 đó, trò chơi cung cấp cho người chơi một số khi tài quân sự như vũ khí và xe mới để đánh trả đám người máy. Cụ thể người phụ nữ đến từ tương lai sẽ cung cấp cho bạn một vũ khí có thể đánh bại lũ người máy T-800 đó.
Sự kiện 2 là ngày 1/2/2019, lúc này người chơi sẽ xâm nhập nơi thiết kế ra đám người máy T-800 đó. Tại đây người chơi sẽ đánh lũ T-800 ở dạng khung xương máy với hơn hàng trăm lũ như vậy. Nôm na là tạo độ khó cho game thủ trải nhiệm khi bị áp đảo và chiến đấu trong sự vô vọng không thể thắng. Do giấy phép bản quyền thương hiệu Terminator có hạn nên người chơi không thể sở hữu được ngoại hình của Arnold Schwarzenegger trong trò chơi, tuy nhiên điều đó không làm giảm đi trải nghiệm trò chơi khi được chiến đấu với binh đoàn robot của Skynet.

## Đón nhận
Sau thất bại của Terminator: Genisys hồi 2015, loạt phim Kẻ huỷ diệt có lần tái khởi động tiếp theo với Terminator: Dark Fate. Bộ phim mới tổ chức các suất chiếu sớm và đón nhận nhiều luồng bình luận trái ngược thú vị. Tác phẩm đánh dấu sự quay trở lại của hai gương mặt cũ là nữ diễn viên Linda Hamilton và nhà sản xuất James Cameron. Cameron vốn mới giành lại quyền kiểm soát thương hiệu và muốn làm mới Kẻ hủy diệt sau liên tiếp ba tập phim gây quá nhiều tranh cãi.
.:: Đã đến lúc khép lại Kẻ hủy diệt::.
Trong tập phim mới, Linda Hamilton tiếp tục sắm vai Sarah Connor, còn "lính mới" Mackenzie Davis vào vai người cơ khí Grace. Cả hai cùng phối hợp để bảo vệ một cô gái có tên Dani (Natalia Reyes) khỏi tên người máy chất lỏng đến từ tương lai (Gabriel Luna). Cây bút John DeFore của The Hollywood Reporter cho rằng "bộ phim mang tính giải trí vừa đủ đối với những ai muốn thưởng thức phiên bản thế kỷ XXI của Terminator 2", nhưng "không dám mạo hiểm để tạo ra điều bất ngờ".
Theo DeFore, bộ phim mới tuy có dày đặc các cảnh hành động với kỹ xảo CGI xuất sắc, nhưng "ít hài hước hơn" và "cố che lấp sự nhạt nhẽo của kịch bản bằng một chuỗi sự kiện khiên cưỡng". Tuy nhiên, cây viết đánh giá cao nhân vật của Davis khi cho rằng đây là sự bổ sung tốt nhất của loạt phim. Anh mô tả Gabriel Luna là "người thừa kế xứng đáng của người máy T-1000 năm xưa". Về mặt tổng thể, DeFore đánh giá phần hành động của bộ phim rất tốt, nhưng chưa đủ giúp thương hiệu cũ kỹ trở nên thực sự tươi mới.
Tương tự, Karen Han của tờ Polygon nhấn mạnh rằng "những trường đoạn vui nhộn trong Dark Fate là chưa đủ để khoả lấp sự lề mề của kịch bản viết theo kiểu chia hồi", và cho rằng màn tái xuất của Linda Hamilton cùng Arnold Schwarzenegger đã lấn át các gương mặt mới. Cô thậm chí mạnh mẽ nhận xét: "Tuy phim để ngỏ cho phần sau, nhưng tốt nhất đây nên là phần cuối cùng".
.:: Khó đòi hỏi nhiều từ một bộ phim đã ra đến phần 6::.
Nhiều nhà phê bình khác thực tế lại có cái nhìn tích cực hơn dành cho bộ phim. Jim Vejvoda của IGN khẳng định tuy phim lặp lại vài yếu tố của các phần cũ, nhưng chúng "không đơn thuần mang tính hoài cổ".
Anh phân tích: "Đúng là câu chuyện có nhiều điểm lặp lại, như việc một người máy săn lùng người phụ nữ nắm trong tay vận mệnh thế giới. Nhưng phim đã thận trọng loại bỏ các chất liệu quen thuộc khác". Theo cách đó, Dark Fate là canh bạc lớn nhưng rất thông minh, và đủ đem đến sức sống mới cho huyền thoại cũ kỹ.
Cây viết Matt Singer của ScreenCrush cũng đồng tình rằng: "Schwarzenegger luôn tạo dấu ấn trong các phần Terminator và nhân vật của ông trong Dark Fate gây ra nhiều bất ngờ so với phong cách lạnh lùng thường thấy trước đó."
"Tuy vậy, các bạn diễn nữ của Arnie mới là những người làm chủ bộ phim, đặc biệt là Davis và Hamilton. Cả hai có những màn hành động nảy lửa cùng sự bùng cháy hiếm thấy ở một thương hiệu đã bước sang tới phần thứ 6", anh viết thêm.
Singer cũng đánh giá cao nhân vật Sarah Connor khi cho rằng: "Hamilton tuy ở ẩn trong suốt gần một thập kỷ qua, nhưng bà sẽ khiến tất cả phải bất ngờ bởi sự bùng nổ và trầm tư của mình".
Cũng với tinh thần đó, Corey Plante của tờ Inverse cho rằng chuyện đòi hỏi điều gì đó mới lạ từ Dark Fate là ngốc nghếch, và còn rất nhiều thứ hay ho trong tác phẩm để khán giả khám phá.
"Dark Fate sẽ không bao giờ có thể gây đột phá như Terminator 2 năm xưa. Nhưng bằng cách tập trung vào những nhân vật kiên cường, giới thiệu năng lực mới của các người máy và dành thời gian cho một vài khoảnh khắc hài hước, bộ phim đem đến thông điệp tích cực hơn tập phim năm 1991", anh bình luận.
"Đối với vài người, trong đó có tôi, chỉ riêng điều này thôi cũng đủ khiến bộ phim trở nên tốt hơn các phần trước. Cho đến cuối cùng, dù ngày tận thế có cận kề, hy vọng vẫn còn cho nhân loại", Plante kết luận.
Nhìn chung, số đông giới phê bình đưa ra cái nhìn lạc quan về Dark Fate, dù còn đó không ít ý kiến kiểu dè dặt. Công chúng có lẽ cũng sẽ bị chia rẽ như báo chí, khi tạp chí Empire lập tức xếp phim có chất lượng đứng thứ ba toàn thương hiệu (chỉ kém hai phần đầu), nhưng cũng lại có ý kiến cho rằng Kẻ hủy diệt nên sớm dừng lại.
Tại Việt Nam, phim dự kiến khởi chiếu từ 1/11.

## Tương lai
Sau buổi công chiếu sớm ngày 23/10/2019, Terminator: Dark Fate đã khiến cho giới mộ điệu một phen lao đao vì theo mạch nội dung phim thì chắc chắn sẽ có phần kế tiếp do bỏ ngỏ quá nhiều về số phận thực sự của Skynet trong năm 2029 mà thay vào đó là sự xuất hiện của quân đoàn Legion trong năm 2042. Theo James Cameron thì phim sẽ có ba phần giải đáp những thắc mắc này, nhưng với phản ứng trái chiều từ giới hâm mộ do chưa thỏa mãn về câu hỏi trên nên ông vẫn sẽ phải đợi quyết định chính thức từ doanh thu bộ phim trong tháng tới. Với ba phần Rise of the Machines, Salvation và Genisys gây thất vọng vì làm không tới, Terminator: Dark Fate gần như là nước bài cố gắng hết sức để dành chiến thắng nếu như không muốn thương hiệu này đóng cửa vĩnh viễn.
Ngày 4/11/2019, theo Hollywood Reporter, Terminator: Dark Fate (tựa Việt: Kẻ hủy diệt: Vận mệnh đen tối) đang đứng trước khả năng gây thua lỗ lớn cho nhà sản xuất khi doanh thu mở màn không như kỳ vọng dẫu phim được giới chuyên môn khen ngợi hết lời. Phần phim mới nhất của thương hiệu Kẻ hủy diệt đã có màn ra mắt tại hơn 4.000 cụm rạp khắp Bắc Mỹ vào ngày 1.11 vừa qua. Phim được kỳ vọng thống trị phòng vé quê nhà với khoảng 40 triệu USD sau ba ngày chiếu mở màn. Thế nhưng, Terminator: Dark Fate chỉ thành công một nửa. Nghĩa là phim đạt mục tiêu trở thành tác phẩm ăn khách nhất tại rạp nội địa tuần qua còn con số 40 triệu USD thì không thể thành hiện thực bởi tác phẩm chỉ thu về 29 triệu USD.
Doanh thu quốc tế của phim cũng chẳng khá khẩm hơn khi thị trường tiềm năng nhất của Kẻ hủy diệt: Vận mệnh đen tối là Trung Quốc cũng chỉ giúp nhà sản xuất có màn khai trương trị giá 28 triệu USD. Tác phẩm được đầu tư ở khâu quảng bá khắp thế giới song chỉ đem về thêm 66,6 triệu USD từ các quốc gia và vùng lãnh thổ còn lại. Sau tuần đầu trình làng, Terminator: Dark Fate thu về tổng cộng 123,6 triệu USD từ phòng vé toàn cầu - một kết quả được nhận xét là ảm đạm so với khoản ngân sách khổng lồ cùng sự trở lại của hai tên tuổi huyền thoại Arnold Schwarzenegger và Linda Hamilton.
Được biết, tác phẩm do James Cameron ngồi ghế sản xuất đã "ngốn" khoản ngân sách lên đến 185 triệu USD (chưa tính các khoản chi "khủng" cho hoạt động quảng bá khắp toàn cầu). Trong đó, Skydance Media, Paramount Pictures và 20th Century Fox mỗi công ty chiếm tới 30% kinh phí làm phim và 10% còn lại thuộc về Tencent của Trung Quốc. Theo The Hollywood Reporter, với hiệu suất phòng vé như hiện tại, Terminator: Dark Fate sẽ phải đối mặt với khoản lỗ khoảng 120 triệu USD. Thậm chí, con số thua lỗ có thể lên đến 130 triệu USD nếu thị trường quốc tế không đủ sức cứu cánh tác phẩm, nguồn tin của tạp chí này nhấn mạnh.
Mặc dù tổn thất của tác phẩm được nhiều đơn vị san sẻ song doanh thu đáng thất vọng của Kẻ hủy diệt 6 trở thành đòn chí mạng giáng xuống David Ellison của hãng Skydance - người đã bỏ ra hàng chục triệu USD để khôi phục loạt phim nổi tiếng được James Cameron trình làng lần đầu vào năm 1984. Nỗ lực đầu tiên của David Ellison là dành tâm huyết và tiền bạc để làm Terminator: Genisys (2015) với tham vọng sẽ dựng lại thời đại hoàng kim của thương hiệu Kẻ hủy diệt. Phần phim ra mắt cách đây 4 năm tiêu tốn 150 triệu USD tiền sản xuất (chưa bao gồm chi phí tiếp thị). Tác phẩm sau đó thu về vỏn vẹn 440,6 từ phòng vé toàn cầu trong đó hơn 100 triệu là nhờ đóng góp từ phòng vé Trung Quốc.
Chưa dừng lại ở đó, Kẻ hủy diệt 5 còn nhận về những phê bình thậm tệ từ giới chuyên môn. Chính điều này đã khiến David Ellison loại bỏ 2 phần phim đã lên kế hoạch sản xuất trước đó để phát triển dự án mới. Đầu tiên, nhà sản xuất này tìm mọi cách để đưa James Camaron quay lại thương hiệu và tạo ra phần hậu truyện tiếp nối nội dung của hai phần phim đầu tiên là Terminator và Terminator: Judgment Day. David Ellison cũng thuyết phục Linda Hamilton và Arnold Schwarzenegger - hai tên tuổi huyền thoại của thương hiệu Kẻ hủy diệt tham gia Vận mệnh đen tối nhằm vớt vát lại danh tiếng của tác phẩm. Nỗ lực này đã được đền đáp bằng phần phim Terminator: Dark Fate với mưa lời khen từ giới phê bình cũng như khán giả. Tuy nhiên, sự thất bại từ những phần gần đây khiến tác phẩm mới nhất không thể có được cú vượt rào ngoạn mục trên mặt trận thương mại.
Hiện các đơn vị liên quan đến tác phẩm vẫn chưa bình luận về khoản thua lỗ nói trên. Tuy nhiên, một nguồn tin thân cận của Skydance đã tiết lộ rằng công ty này không có ý định ra thêm bất kỳ phần phim nào của thương hiệu Kẻ hủy diệt. Trong khi đó, các nhà phân tích phòng vé cho rằng đã đến lúc các nhà sản xuất nên để loạt phim này kết thúc thay vì nỗ lực cứu sống nó sau 3 phần phim (2003, 2009 và 2015) thất bại thảm hại. Terminator: Dark Fate là canh bạc thua lỗ tiếp theo của Paramount và Skydance sau Gemini Man (tựa Việt: Đàn ông song tử) do Lý An đạo diễn. Ngoài Kẻ hủy diệt và Đàn ông song tử, Skydance còn là đối tác tài chính của Paramount trong loạt phim Mission: Impossible và phiên bản làm lại của Top Gun.
Ngày 25/1/2020, theo Hollywood Reporter. Cách khoảng 2 ngày sau khi nữ diễn viên Linda Hamilton xác nhận sẽ không quay trở lại với thương hiệu Terminator, hãng Universal Studios đã ngỏ ý về việc bán thương hiệu Terminator để phát triển và làm lại thương hiệu này một lần nữa khi Paramount và Skydance vẫn đang đau đầu thu hồi lại vốn sau sự thất bại của Terminator: Dark Fate. Trước đó mặc dù đã qua tay rất nhiều hãng phim tiếng tăm kể cả Sony " 3 phim ", Fox " 1 phim " và Warner Bros. " 1 phim ", nhưng ngân sách thì tăng mà doanh thu phòng vé lại cứ xuống nên việc bán thương hiệu là cách để bảo toàn tác phẩm đã 35 tuổi đời này. Mặc dù việc Universal Studios nhảy vào mua thương hiệu đã có tin đồn từ năm 2009 khi Terminator Salvation bắt đầu sản xuất, nhưng năm đó Warner Bros. lại thắng cuộc nên Universal Studios phải lùi lại và nhường lại sân chơi cho các thương hiệu giờ đã đạt tỷ đô của họ là Fast & Furious, Minions, Despicable Me và cuối cùng là Jurassic World. Với năm 2020, sau khi đã có trong tay quyền thương hiệu phim 007, Universal Studios tiếp tục ngắm đến đích tiếp theo là Terminator mặc dù Paramount vẫn còn cân nhắc thêm nếu như thương hiệu này không sinh được lãi trong tương lai.